# Seven Pounds
Seven Pounds is een Amerikaanse dramafilm uit 2008, geregisseerd door Gabriele Muccino en geschreven door Grant Nieporte. De hoofdrollen worden vertolkt door Will Smith, Rosario Dawson en Michael Ealy.

## Verhaal
Om zijn verleden achter zich te laten, besluit Ben Thomas (Will Smith) onbekende mensen een handje te helpen om zo hun levens drastisch te veranderen. Eén daarvan is Emily Posa (Rosario Dawson), een aantrekkelijke, levenslustige vrouw die kampt met een hartkwaal en een belastingschuld. Terwijl Ben haar helpt met grote en kleine klusjes, ontdooit zijn eigen kille hart. Maar hun liefde maakte geen onderdeel uit van zijn grote plan.

## Rolbezetting
| Acteur           | Personage      | Opmerkingen           |
| ---------------- | -------------- | --------------------- |
| Will Smith       | Ben Thomas     | echte naam Tim Thomas |
| Rosario Dawson   | Emily Posa     |                       |
| Michael Ealy     | Ben Thomas     |                       |
| Barry Pepper     | Dan Morris     |                       |
| Woody Harrelson  | Ezra Turner    |                       |
| Elpidia Carrillo | Connie Tepos   |                       |
| Judyann Elder    | Holly Apelgren |                       |